# Vincent Perez

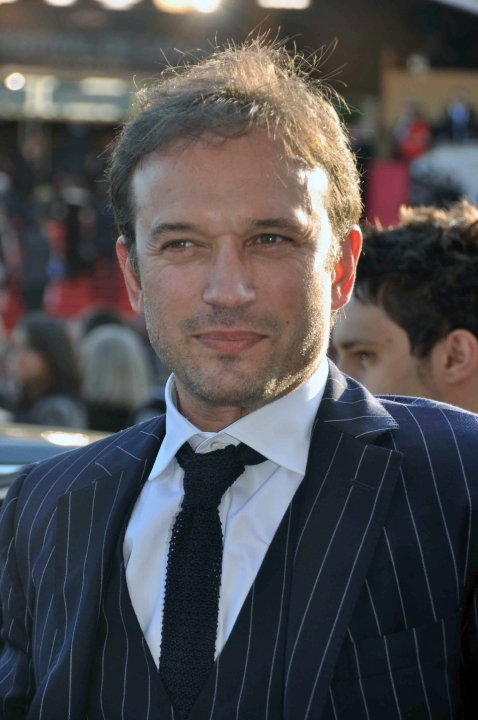
Vincent Perez

Vincent Perez (n. 10 iunie 1962 în Lausanne) este un actor, producător de film, regizor și scenarist elvețian.

## Date biografice
Talăl lui Vincent este de orgine spaniolă, iar mama de orgine germană. Printre altele Vincent Pérez, a devenit cunoscut prin filmul Fanfan la tulipe.

## Filmografie
- 1985 : Gardien de la nuit de Jean-Pierre Limosin (Armand)
- 1987 : Hôtel de France de Patrice Chéreau (Serge)
- 1988 : La Maison de Jade de Nadine Trintignant (Bernard Gretz)
- 1990 : Cyrano de Bergerac de Jean-Paul Rappeneau (Christian de Neuvillette)
- 1991 : Le Voyage du capitaine Fracasse de Ettore Scola (Baron de Sigognac)
- 1991 : La Neige et le Feu de Claude Pinoteau (Jacques Sénéchal)
- 1992 : Cendres d'Or de Jean-Philippe Ecoffey
- 1992 : Indochine de Régis Wargnier (Jean-Baptiste Le Guen)
- 1993 : Fanfan d'Alexandre Jardin (Alexandre)
- 1994 : La Reine Margot de Patrice Chéreau (Joseph de Boniface de La Môle)
- 1996 : Par delà les nuages de Michelangelo Antonioni (Niccolo)
- 1996 : Ligne de vie de Pavel Lounguine (Philippe)
- 1997 : The Crow, la cité des anges de Tim Pope (Ash Corven/The Crow)
- 1997 : Le Bossu de Philippe de Broca (Charles Louis de Nevers)
- 1998 : The Treat  de Jonathan Gems (Pierre)
- 1998 : Talk of angels de Nick Hamm (Francisco)
- 1998 : Shot through the Heat de David Attwood
- 1998 : Ceux qui m'aiment prendront le train de Patrice Chéreau (Frédéric/Viviane)
- 1998 : Au cœur de la tourmente de Beeban Kidron (Yanko Gooral)
- 1999 : Le Temps retrouvé de Raoul Ruiz (Morel)
- 2000 : Épouse-moi de Harriet Marin (Hadrien)
- 2000 : Le Libertin  de Gabriel Aghion (Denis Diderot)
- 2000 : Je rêvais de l'Afrique de Hugh Hudson (Paolo Gallman)
- 2001 : Les Morsures de l'aube de Antoine de Caunes (le jeune comédien)
- 2002 : Le Pharmacien de garde  de Jean Veber (Yan Lazarrec)
- 2002 : La Reine des damnés de Michael Rymer (Marius de Romanus)
- 2003 : La Felicita, le bonheur ne coûte rien de Mimmo Calopresti (Francesco)
- 2003 : Fanfan la Tulipe de Gérard Krawczyk (Fanfan La Tulipe)
- 2003 : Je reste ! de Diane Kurys (Bertrand Delpire)
- 2003 : Les Clefs de bagnole de Laurent Baffie (Un comédien qui refuse de tourner avec Laurent Baffie)
- 2004 : Alma, la fiancée du vent de Bruce Beresford (Oskar Kokoschka)
- 2004 : Bienvenue en Suisse  de Léa Fazer (Aloïs Couchepin)
- 2004 : Frankenstein de Marcus Nispel (Deucalion)
- 2005 : Nouvelle-France de Jean Beaudin (L'Intendant Le Bigot)
- 2007 : Arn: Cavalerul templier de Peter Flinth (Guilbert)
- 2007 : Le code de l'apocalypse de Vadim Chmélev (Louis  Levier)
- 2009 : Demain dès l'aube... de Denis Dercourt (Mathieu)
- 2009 : Inhale de Baltasar Kormakur (Dr Martinez)
- 2009 : Lo scandalo della banca romana de Stefano Reali (Clemente Claudet)
- 2010 : Bruc de Daniel Benmayor (Maraval)
- 2011 : La première fois de Marie-Castille Mention-Schaar
- 2011 : Un baiser papillon de Karine Silla (Louis)
- 2011 : Monsieur Papa de Kad Merad

## Regie
- 1992: L'Échange
- 1999: Rien à dire
- 2000: Scénario sur la drogue
- 2002: Peau d'ange
- 2007: The Secret (Si j’étais toi)

## Scenariu
- 1992: L'Échange
- 2002: Peau d'ange

## Producător
- 2006: The Secret (Si j’étais toi)